# Château de Freudenberg (Bad Ragaz)
Pour les articles homonymes, voir Château de Freudenberg.
Le château de Freudenberg, appelé en allemand Burg Freudenberg, est un château fort situé sur le territoire de la commune saint-galloise de Bad Ragaz, en Suisse.

## Histoire
Le château a été construit dans la première moitié du XIIIe siècle par les seigneurs de Wildenberg, déjà possesseurs d'importants territoires dans la région et en Engadine. Le domaine passe entre les mains des ducs d'Autriche en 1402. Brièvement donné en gage au comte Frédéric VII de Toggenbourg, il retombe en mains autrichiennes à sa mort en 1436. En raison d'un différend sur l'héritage du dernier descendant des Toggenbourgs, le château est assiégé le 26 mai 1437 par les troupes de Zurich, Coire et des Grisons et bombardé. L'autrichien Ulrich Vogt Spiess se rend finalement après une longue résistance, à la suite d'une mutinerie de sa garnison ; le château est alors occupé alors par les assiégeants, pillé et incendié.
Cependant, en 1446, Michel von Freiberg est mentionné comme seigneur de Freudenberg semblant ainsi indiquer que les autrichiens aient pu reprendre le château. Pillé par les confédérés à la suite de la capture de la Thurgovie en 1460, il est inclus dans le bailliage commun de Sargans (de) en 1483. N'étant plus d'aucune utilité militaire, il est alors abandonné et tombe rapidement en ruines.
Devenu propriété du canton de Saint-Gall en 1803, Freudenberg passe brièvement entre 1825 et 1838 en possession de l'abbaye de Pfäfers avant de redevenir une propriété privée en 1868. Son dernier propriétaire, l'association suisse Châteaux forts, a restauré le donjon et fait nettoyer les décombres en 1929 ; à la même époque, des fouilles archéologiques ont été menées par Hans Erb dans la basse-cour. Restauré en 1977, puis de 1984 à 1985, le site est classé comme bien culturel suisse d'importance nationale et est propriété de la commune de Bad Ragaz depuis 1985. Il est ouvert aux visites.